# 兜駅
兜駅（かぶとえき）は、福島県伊達市梁川町舟生にある阿武隈急行線の駅である。キャッチフレーズは、「民話の里」。

## 歴史
- 1988年（昭和63年）7月1日：開業[1][2]。

## 駅構造

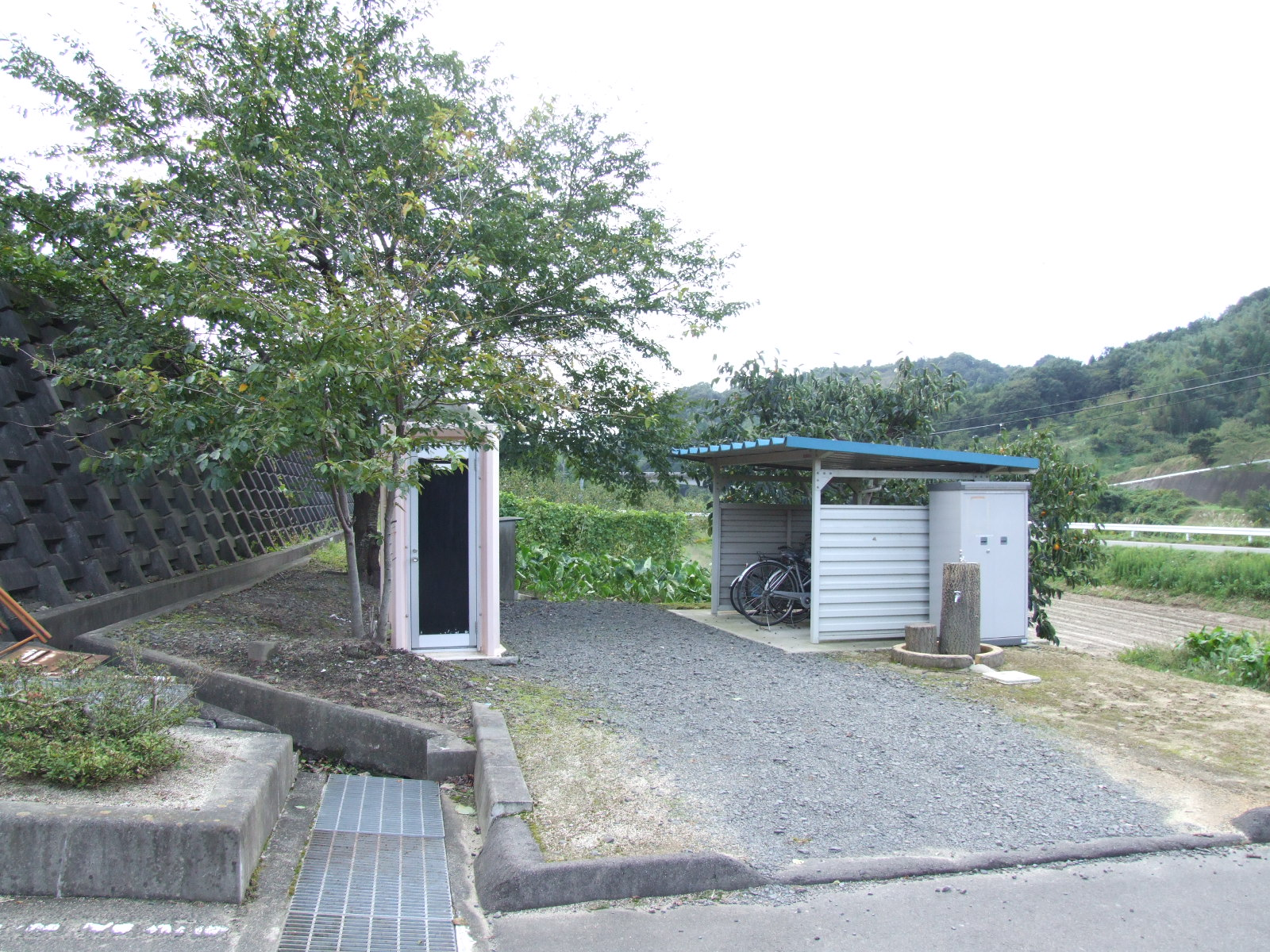
便所と自転車置き場。この木はトンネルのそばにある木である（2006年10月）

単式ホーム1面1線の地上駅である。無人駅であり、改札口と切符売り場はない。入口はホーム北端、東側にある。駅前の道を南にぐるりと回りこんでトンネルで線路をくぐって下に出ると、小さな集落と果樹園・畑がある平地に出る。そこに水飲み場、公衆便所、自転車置き場がある。
丸森線を建設する当初に交換設備を設置する予定だった場所にホームを建てたため、ホームから離れた場所まで複線用地がある。

## 利用状況
- 阿武隈急行 - 2016年度の1日平均乗車人員は、3人である[3]。
- 近年の乗車人員は以下の通りである（いずれも1日平均）。

| 乗車人員推移 | 乗車人員推移     |
| 年度         | 一日平均乗車人員 |
| ------------ | ---------------- |
| 2000         | 11               |
| 2001         | 8                |
| 2002         | 8                |
| 2003         | 5                |
| 2004         | 14               |
| 2005         | 16               |
| 2006         | 8                |
| 2007         | 8                |
| 2008         | 5                |
| 2009         | 5                |
| 2010         | 3                |
| 2011         | 3                |
| 2012         | 3                |
| 2013         | 3                |
| 2014         | 0                |
| 2015         | 3                |
| 2016         | 3                |

## 駅周辺
福島県と宮城県の境界付近、阿武隈高地の丘陵地帯にあり、両岸に平地がほとんどない。駅は阿武隈川右岸の丘の斜面に位置し、下の岸に小さな集落があるだけで、周辺に人家は少ない。付近は畑と柿の果樹園が多い。国道349号が対岸を並走する。上流側（南側）の近くに兜橋があり、宮城県道・福島県道104号川前梁川線を通す。

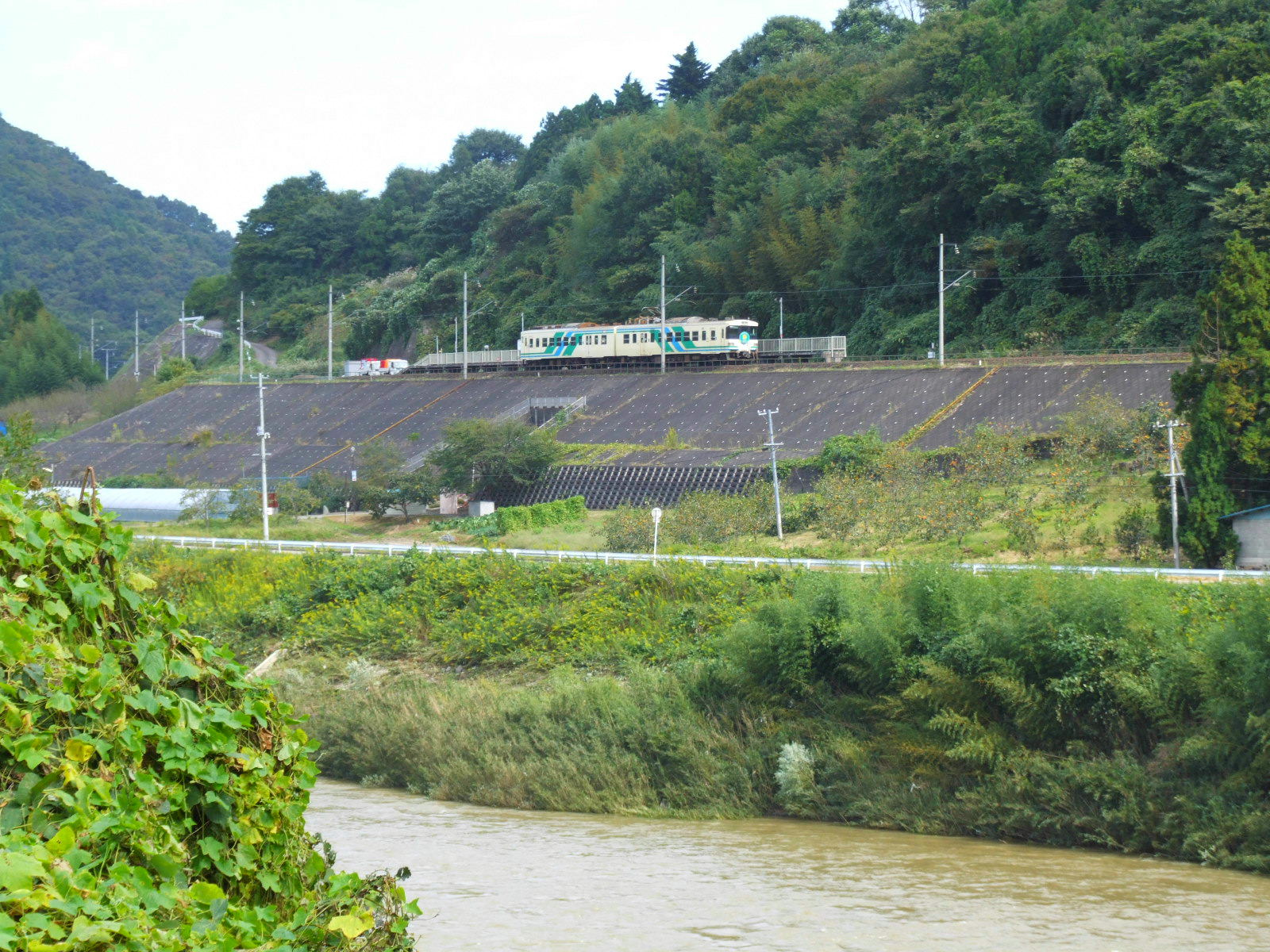
阿武隈川と兜駅。列車の左下にトンネルが木に半分隠れて見える（2006年10月）
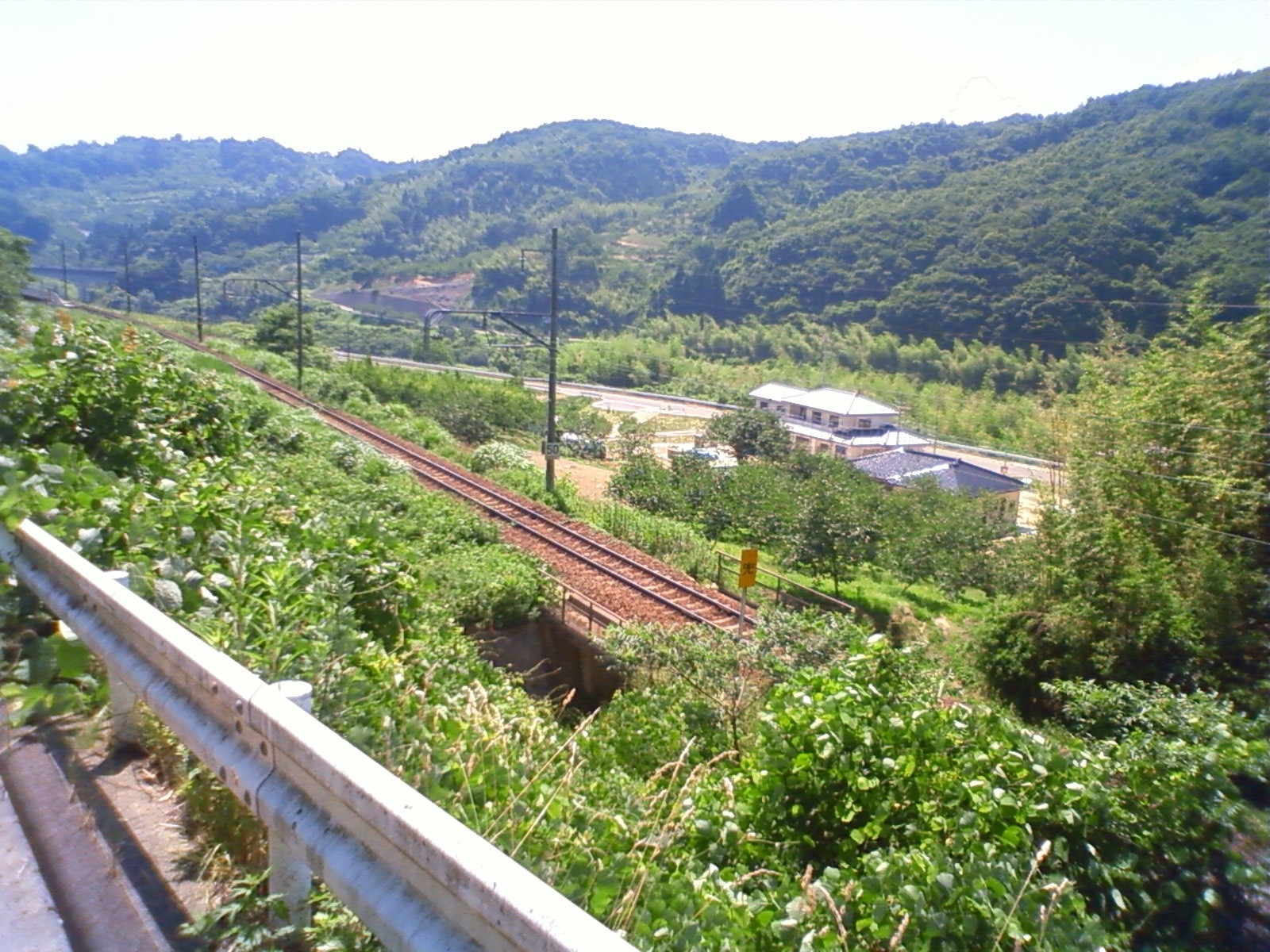
兜駅周辺の様子。左上に阿武隈川にかかる兜橋が見える。対岸は宮城県（2008年7月）

## 隣の駅
阿武隈急行
■阿武隈急行線
富野駅 - 兜駅 - あぶくま駅

### 「かぶと」と読む他の駅
- 加太駅 - JR西日本関西本線の駅。
- 甲駅 - かつてのと鉄道能登線にあった駅（2005年廃止）。